# ジョルジュ・テヤンディエ

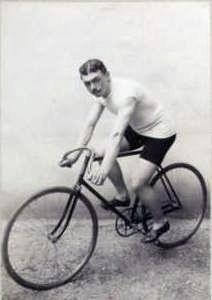

ジョルジュ・テヤンディエ（Georges Taillandier、1879年2月8日 - 没年不詳）は、フランスの自転車競技選手。
1900年、パリオリンピック・スクラッチ（現在の個人スプリント）で優勝。また、同年のグランプリ・ド・パリ（アマチュア部門）でも優勝している。